# Marie de Champagne (1174-1204)
Pour les articles homonymes, voir Marie de Champagne.
Marie de Champagne (1174 † 9 août 1204), est la fille d'Henri Ier de Champagne et de Marie de France. Par son mariage avec Baudouin VI de Hainaut elle est comtesse de Flandre et de Hainaut puis impératrice de Constantinople.

## Biographie
Sa mère étant fille de Louis VII, roi de France, et d'Aliénor d'Aquitaine, elle est nièce des rois Philippe II Auguste, Richard Cœur de Lion et Jean sans Terre.
Le 6 janvier 1186, elle épouse Baudouin VI de Hainaut (1171 † 1205). À la mort de son père Baudouin V, Baudouin entre en conflit avec le roi de France, Philippe Auguste. Marie intervient alors et s’entremet entre son mari et le roi de France, son oncle. Son intervention débouche sur la conférence de Péronne en janvier 1199, où les deux parties arrivent à un accord : le roi conserve les terres au-delà du Fossé-Neuf, tandis que Baudouin IX garde ou recouvre Douai, Ardres, Lillers, La Gorgue, Richebourg, Aire, Saint-Omer, l’avouerie de Béthune et l’hommage du comté de Guînes.
En 1202 Baudouin quitte la Flandre pour se joindre à la quatrième croisade. Ayant récemment donné naissance à Marguerite, leur deuxième fille et n'étant pas suffisamment rétablie, Marie n'est pas en état de prendre part à la croisade. Elle décide de rejoindre plus tard son mari et embarque à Marseille ou l'attend la flotte flamande commandée par Jean de Nesle, seigneur de Bruges. Elle débarque à Acre, où elle reçoit l'hommage de Bohémond IV d'Antioche. Là elle apprend que la croisade a été détournée vers la ville chrétienne de Constantinople, capitale de l'Empire byzantin. Après la prise et le saccage de la ville, les croisés décident de créer un empire latin à la place de l'Empire byzantin. Le 16 mai 1204 les électeurs élisent Baudouin empereur latin de Constantinople. La nouvelle impératrice décide de rejoindre son mari à Constantinople, mais tombe malade et décède le 9 août 1204.
La nouvelle de sa mort parvient à Constantinople par des renforts croisés en provenance de Syrie. L'historien Geoffroi de Villehardouin rapporte que Marie était une dame aimable, vertueuse et très honorée.

## Descendance
De son mariage avec Baudouin, Marie eut 2 enfants :
- Jeanne (1200 † 1244), comtesse de Flandre et de Hainaut, mariée à :
  1. en 1212 Ferrand de Portugal (1188 † 1233),
  2. en 1237 Thomas II de Savoie (1199 † 1259), prince de Piémont ;
- Marguerite II (1202 † 1280), comtesse de Flandre et de Hainaut, mariée à :
  1. en 1212 (séparés en 1221) Bouchard d'Avesnes (1182 † 1244),
  2. en 1223 Guillaume II de Dampierre (1196 † 1231).

## Sources
- (en) Cet article est partiellement ou en totalité issu de l’article de Wikipédia en anglais intitulé « Marie of Champagne » (voir la liste des auteurs).
- Geoffroi de Villehardouin, Histoire de la conquête de Constantinople, 1870 (lire en ligne).